# Claudio Vicuña Subercaseaux
Claudio Vicuña Subercaseaux (Santiago, 1875 – aldaar, 21 mei 1956) was een Chileens politicus.
Hij was de zoon van Claudio Vicuña Guerrero (1833-1907), minister van Binnenlandse Zaken van 1890 tot 1891 en van Lucía Subercaseaux Vicuña. Hij studeerde bij de Congregatie van de Heilige Harten van Jezus en Maria in Santiago en was daarna werkzaam als landbouwer. Hij was lid van de Kamer van Afgevaardigden (1912-1918) voor de Partido Liberal Democrático (Liberaal-Democratische Partij).
Vicuña was minister van Oorlog en Marine (8 augustus 1912 - 8 januari 1913), van Landbouw, Industrie en Kolonisatie (29 januari 1925 - 2 oktober 1925) en van Openbare Werken (20 juli - 27 augustus 1925). De laatste twee ministersposten bekleedde hij tijdens het militaire bewind van 1924/25.
Claudio Vicuña was getrouwd met Julia Ossa Lynch en had zes kinderen. Zijn broers Enrique Vicuña Subercaseaux (1874-1908), Ismael Vicuña Subercaseaux (1877-?) en Augusto Vicuña Subercaseaux (1882/1883-?) waren eveneens politiek actief voor de PLD en lid van de Kamer van Afgevaardigden.